# センダスト
センダスト（Sendust）は、鉄・ケイ素・アルミニウムからなる三元合金（Fe-Si-Al合金）である。基本組成は、Fe-10Si-5Al である。

## 概説
1932年に、東北大学金属材料研究所の増本量らが発明した。合金の名称は仙台（Sendai）で発明されたこと、および圧粉磁心（Dust Core）用材料として用いられたことが由来である。事業化するために、東北金属工業株式会社（現・トーキン）が設立されている。
飽和磁束密度・透磁率が高く、鉄損が小さく、耐摩耗性に優れている。音響・映像機器用の磁気ヘッドなどに用いられる。
一般的な特性は、
透磁率 （μmax） 120,000、保磁力 (A/m) < 0.1、固有抵抗 （μΩ・cm）、飽和磁束密度 (T) 10

## 特性
開発当初の組成は、Fe - 9.6%Si - 5.4%Al (wt%)である。この組成領域の近傍で、磁歪定数、磁気異方性定数がともにほぼ0となる。そのため、高い透磁率と低い保磁力が得られる。金属間化合物としての性格が強く（Fe3SiとFe3Alの混晶）、硬く脆いため加工は困難であるが、粉砕して粉末にすることは容易である。
磁気損失は常温以上で温度上昇と共に増加する性質があり、損失の温度特性を改善した組成開発されている。
諸性能を改善するために多くの改良が行われ Si / Al 比を微調整した組成と微量の添加物を加えた「スーパーセンダスト」「スーパーセンダストII」などがある。
組成例
- Fe - 10%Si - 5%Al

- Fe - 9.5%Si - 5.5%Al
- Fe - 6.0%Si - 4.0%Al - 3.2%Ni : スーパーセンダスト
- Fe - 6.2%Si - 5.4%Al - 1.0%Ni : スーパーセンダストII